# تايلر إينيس
تايلر إينيس (بالإنجليزية: Tyler Ennis)‏ مواليد 24 أغسطس 1994، هو لاعب كرة سلة كندي يلعب مع فريق ميلووكي باكز في الرابطة الوطنية لكرة السلة ويحمل الرقم 11. يبلغ طوله 6 قدم 2 بوصة (1.9 م).

## فرق لعب لها
- فينيكس صنز
- ميلووكي باكز

## روابط خارجية
- تايلر إينيس على موقع الاتحاد الدولي لكرة السلة (الإنجليزية)
- تايلر إينيس على موقع الدوري الأوروبي لكرة السلة (الإنجليزية)
- تايلر إينيس على موقع إن بي أي (الإنجليزية)
- تايلر إينيس على موقع سبورتس رفرنس (الإنجليزية)
- تايلر إينيس على موقع كرة السلة الأوروبية.كوم (الإنجليزية)
- تايلر إينيس على موقع إي إس بي إن.كوم (الإنجليزية)
- تايلر إينيس على موقع كلية كرة السلة في سبورتس رفرنس.كوم (الإنجليزية)
- تايلر إينيس على موقع ريلجم (الإنجليزية)
- تايلر إينيس على موقع بروبوليرز (الإنجليزية)
- تايلر إينيس على موقع سبورتس رفرنس (الإنجليزية)